# Calibrachoa linearis
Calibrachoa linearis là loài thực vật có hoa trong họ Cà. Loài này được (Hook.) Wijsman mô tả khoa học đầu tiên năm 1990.